# Fender Telecaster
La Fender Telecaster, inizialmente Fender Broadcaster e spesso chiamata semplicemente Tele, è un modello di chitarra elettrica solid body prodotto da Fender dal 1950.

## Storia
Nel 1950 Leo Fender introdusse nel mercato una chitarra elettrica denominata "Esquire", subito ribattezzata "Broadcaster", attingendo alcune delle innovazioni tecniche introdotte dalla chitarra di Bigsby, ma Gretsch, l'allora più grande brand di strumenti musicali, accampò diritti precedenti sul nome. Leo Fender, con la sua piccola squadra di liutai di Fullerton (California), decise allora di cambiare il nome allo strumento. Nell'attesa di trovare un nome adeguato per la sua chitarra, per un breve periodo si limitò a eliminare la scritta "Broadcaster" dalle etichette che venivano poste sulla paletta. I pochi esemplari prodotti in quel breve periodo sono oggi noti come Nocaster. Finalmente nel 1951, la chitarra fu nuovamente ribattezzata con il nome definitivo di "Telecaster", in onore all'invenzione che in quel periodo avrebbe cambiato la storia dell'uomo: la televisione. Nasce così la prima chitarra elettrica solid-body destinata ad una produzione in serie.
La Telecaster prodotta nei primi anni cinquanta, oggi replicata nel modello American Vintage Telecaster '52 Reissue, è distinguibile dai modelli successivi per il grosso manico con sezione a "U", per il passacorde sulla paletta a forma di bottone, per le viti a taglio utilizzate per unire i diversi componenti, per le tre sellette avvitate sul ponte a forma di posacenere e per la particolare circuiteria dei pickup oggi nota come vintage wiring. In particolare il selettore dei pickup a tre posizioni permette di ottenere i seguenti suoni: pickup al ponte con controllo del tono (posizione 1), pickup al manico con controllo del tono (posizione 2), pickup al manico senza controllo del tono e con frequenze alte tagliate (posizione 3).

## Descrizione
La Fender Telecaster è una chitarra con due pick-up single coil controllati da un selettore a 3 posizioni, da un potenziometro di volume e un controllo del tono. Il corpo, in legno massiccio privo di cassa armonica (solid body), annulla completamente le risonanze indesiderate e aumenta il sustain delle corde. Il ponte è fisso, con le corde inserite al di sotto di esso. Il manico, normalmente in acero con tastiera in acero o palissandro, è avvitato al corpo.
La Telecaster è una chitarra versatile: può passare dai suoni di una steel guitar fino ai toni caldi di una chitarra blues, mantenendo tuttavia un suono proprio, riconoscibile, che la distingue in ogni situazione. Anche oggi la semplicità dello strumento lo fa prediligere a molti musicisti country, blues e rock.

## Tipologie di Telecaster
A partire dalla nascita della Telecaster la Fender ha prodotto numerose varianti che si differenziano dal modello standard per forma del corpo, tipo di manico ed elettronica.
La Telecaster è stata anche una chitarra preferita da molto tempo per la personalizzazione hot-rod. Diverse varianti della chitarra sono apparse nel corso degli anni, con un vasto assortimento di configurazioni pick-up, come ad esempio un humbucker al manico, tre pickup single coil e anche doppio humbucker con schemi di cablaggio speciali. Fender offrì Telecaster con delle configurazioni particolari sui pick-up, Telecaster US più massicce e Nashville B-Bender intorno al 1998. La Deluxe Blackout fu anche dotato di tre Single coil, un selettore "Strat-o-Tele" e uno switch più piccolo di una Telecaster standard. Le varianti più comuni dello standard Telecaster sono la Thinline e la Custom, che hanno sostituito il single coil al manico con un humbucker, e la "Deluxe".
- Telecaster Thinline

La Fender Telecaster Thinline è una variante della Fender Telecaster con il corpo in frassino, due humbucker "Fender Wide Range" e il classico ponte normalmente utilizzato nella Fender Stratocaster.
Progettato dal liutaio tedesco Roger Rossmeisl, apparsa per la prima volta nel 1968/69. Essa è caratterizzata da un corpo centrale solido con ali cave per ridurre il peso. La versione del 1969 ha due pickup single-coil, ponte "string-through-body", e con un corpo in frassino o in mogano. Più tardi è stata introdotta la versione del 1972 sulla base della Fender Telecaster Deluxe con due Humbucker "Fender Wide Range". Nel 2011, Fender ha rilasciato una Telecaster Thinline moderna come parte della serie moderna. Questa chitarra è dotata di due "MP-90", simili ai Gibson P-90, e con un corpo in mogano. Fender ha prodotto una variante denominata "50" del Telecaster Thinline, con un corpo in frassino, manico in acero, pickup al manico incrociato con uno standard Tele, e un nocaster al ponte.
- Telecaster Custom

La prima edizione del Telecaster Custom è stata prodotta tra il 1959-1968, caratterizzata da un corpo doppio-bound, ma con una configurazione standard. La chitarra è stata conosciuta come Telecaster Custom attraverso la scritta sulla paletta "Telecaster Custom". Le edizioni successive sono state diffuse dal chitarrista dei Rolling Stones Keith Richards, con un humbucker "Fender Wide Range" al manico e un single-coil al ponte.
- Telecaster Deluxe

Questo modello include due humbucker "Fender Wide Range", originariamente prodotta tra il 1972-1981 e da allora è stata ristampata. La Telecaster Deluxe aveva ha una grande paletta simile alla Stratocaster, manico in acero e un corpo sagomato, così come una opzione di ponte tremolo su modelli prodotti dopo il 1973/74.
- Telecaster Plus

Progettato per ripristinare la reputazione di Fender dopo che un gruppo di dipendenti guidati da William C. Schultz ha assunto la proprietà della CBS nei primi anni 1980. I pickup utilizzati nei primi modelli erano dual humbucker con un "Red Lace Sensors" al ponte e un singolo "Blue Lace Sensor" al neck. I modelli successivi (post-1995 o giù di lì) utilizzano tre "Gold Lace Sensors" o "Red/Silver/Blue Sensors" come le Stratocaster, così come il capotasto a basso attrito, bloccando la vibrazione al ponte e con un'accordatura precisa della chitarra. Questo strumento fu sospeso nel 1998 con l'avvento della serie American Deluxe. Nel 2011 Fender ha rilasciato la moderna Telecaster Plus. La chitarra ha un humbucker al ponte, un pickup Strat nel mezzo, e un pickup Tele al neck.
- Tele Jr.

La Telecaster Jr. È una variante della Telecaster che Fender produsse in quantità limitata (100 nei primi anni del 1990). Utilizza la stessa forma Telecaster per il corpo, lunghezza della scala, e controlli elettronici (anche se, con una piastra di controllo invertita). Tuttavia, molte features di costruzione, ad esempio la sua "set-in neck" ed i P-90 simili a quelli di una Gibson Les Paul Junior e Gibson Les Paul Special.
- J5 Triple Tele Deluxe

Il Triple Tele Deluxe è un modello signature di Marilyn Manson e Rob Zombie . È simile alla normale Telecaster Deluxe, ma è dotata di tre "Fender humbuckers enforcer" e un battipenna cromato.
- Cabronita

La variante Cabronita è un modello che si distingue per l'uso di humbucker "Fidelitron" o i più costosi "TV Jones" classici, che sono identici per dimensioni e utilizzano lo stesso design di base come gli humbucker originali Gretsch. La Cabronita è uno strumento di fabbricazione americana ed ha in genere un "TV Jones Classic" al ponte, anche se in fase di costruzione può essere ordinato in qualsiasi configurazione. I Cabronitas possono essere distinti utilizzando un battipenna piccolo che copre l'angolo inferiore, simile al battipenna utilizzato nel prototipo originale per la Telecaster nel 1949.
Le versioni costruite in Messico hanno un corpo solido o un corpo Thinline, con due "Fender Fidelitron", una manopola del volume e selettore pickup. Entrambi hanno il manico in acero, (25.5 "scala con un raggio tastiera 9.5 pollici", profilo "Medium C" e 1 5/8" di larghezza del capotasto, comune a molti Telecaster standard realizzati in Messico, la Cabronita è dotata inoltre di 22 tasti al posto dei più comuni 21. Per un breve periodo, Fender ha offerto un "Telebration Cabronita USA" che ha utilizzato due "TV Jones".
(Cabronita non è una parola corretta spagnola, si traduce approssimativamente in italiano come "piccolo bastardo" o "piccolo diavolo").
- Modern Player Telecaster

Il modello Modern Player Telecaster è realizzato in due stili distinti: un modello Plus e un modello Thinline.
La MP Plus utilizza un corpo di pino, un pick-up Telecaster standard al neck, un "reverse wound" single-coil strat in posizione centrale e un humbucker al bridge. È dotato di bobina di intercettazioni e un interruttore a cinque posizioni in modo da fornire sette diverse combinazioni.
La MP Thinline adotta un battipenna simile ai modelli Deluxe e un ponte in stile Stratocaster, senza tremolo. È dotato di un corpo in mogano, due single coil "P-90", singoli controlli volume e tono e selettore a tre posizioni nell'angolo superiore.
Entrambi usano la scala standard 25,5" su 22 tasti, neck in acero che è diverso da tutte le altre Telecaster, in quanto non utilizzano una sporgenza per raggiungere il 22 tasto, ma ne usano una più lunga, fine manico quadrato che non è pienamente compatibile con le precedenti parti Fender. Sono prodotti in Cina e, al momento della loro introduzione, rappresentavano le Telecaster meno costose con il marchio Fender.